# Station Small Heath
Small Heath is een spoorwegstation van National Rail in Birmingham in Engeland. Het station is eigendom van Network Rail en wordt beheerd door West Midland Trains.